# WinSCP
A WinSCP (Windows Secure CoPy) egy szabad és nyílt forráskódú SFTP, FTP, WebDAV és SCP kliens a Microsoft Windows-ra. A fő funkciója a titkosított fájlátvitel egy lokális és egy távoli számítógép között. E mellett a WinSCP alap fájlkezelői és fájlszinkronizációs funkcionalitást is kínál. A titkosított fájlátvitelhez Secure Shellt (SSH) használ és támogatja az SCP protokollt az SFTP-n kívül.
A WinSCP fejlesztése körülbelül 2000 márciusában kezdődött. Eredetileg a Prágai Gazdaságtudományi Egyetem adott neki helyet, ahol a szerző dolgozott abban az időben. 2003. július 16. óta GNU GPL alatt licencelt és SourceForge-on hosztolt.
A WinSCP a PuTTY SSH-implementációján és az FileZilla FTP-implementációján alapult. Továbbá elérhető pluginként az Altap Salamander fájlkezelőhöz és van harmadik fél által fejlesztett plugin projektként a FAR fájlkezelőhöz.

## Funkciók
- Grafikus felhasználói felület
- Számos nyelvi fordítás

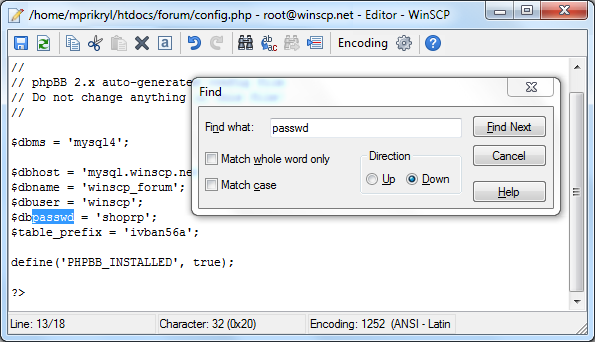
Egy távoli szerkesztő ablak

- Integrált a Windowshoz (Drag-and-drop, URL, shortcut icon)
- minden fontosabb fájlművelet végrehajtható vele
- támogatja  az SFTP-t és SCP protokollt az SSH-1 és SSH-2 felett, FTP protokollt és WebDAV protokollt.[7]
- batch fájl szkriptelés, parancssori felület és .NET csomagoló
- könyvtár szinkronizáció számos fél és teljes automatikus módon
- beépített szövegszerkesztő
- támogatja a SSH jelszavakat, billentyűzet bevitelt, nyilvános kulcsú és Kerberos (GSS) autentikációt
- beépített Pageant (PuTTY authentication agent) teljes támogatás a nyilvános kulcsú autentikácihoz SSH-val
- választható Windows Explorer–szerű vagy Norton Commander–szerű felület
- Opcionálisan tárol munkamenet információkat
- Opcionálisan importál munkamenet információkat a PuTTY munkamenetekből a registry-ben
- Képes feltölteni és visszaállítani eredeti dátum/időbélyegeket, más FTP kliensektől eltérően

### WinSCP mint távoli szövegszerkesztő
A WinSCP képes távoli szövegszerkesztőként viselkedni. Amikor a felhasználó klikkel egy szövegfájlon a távoli fájlkezelőben, átviszi a fájlt a lokális gépre és megnyitja a beépített szerkesztőben, ahol a Windows felhasználó sokkal otthonosabban érzi magát. Alternatívaként a felhasználó választhat megfelelő helyi szerkesztő programot a fájlkiterjesztés alapján. Akárhányszor egy dokumentumot elmentünk a távoli verzió automatikusan frissül.

## Hordozható verzió
A sztenderd csomagon felül három hordozható verzió szintén elérhető: egy általános csomag és két testre szabott verzió a LiberKey-nek és a Portableapps.com-nak. A hordozható verzió Wine-on Linux alatt fut.

## Hirdetések a telepítőben
A WinSCP néhány régebbi verziójának telepítője tartalmazta az OpenCandy hirdető modult vagy a Google Chrome-mal csomagolt volt. A telepítő jelenlegi változata nem tartalmaz semmiféle hirdetést.
WinSCP maga nem tartalmazott és nem tartalmaz semmiféle hirdetést.

## Fordítás
- Ez a szócikk részben vagy egészben  a   WinSCP című angol Wikipédia-szócikk ezen változatának fordításán alapul.  Az eredeti cikk szerkesztőit annak laptörténete sorolja fel. Ez a jelzés csupán a megfogalmazás eredetét és a szerzői jogokat jelzi, nem szolgál a cikkben szereplő információk forrásmegjelöléseként.